# Obručné
Obručné est un village de Slovaquie situé dans la région de Prešov.

## Histoire
Première mention écrite du village en 1656.

## Démographie

### Évolution de la population
| Année:               | 1994. | 2004.    | 2014.    | 2024.   |
| -------------------- | ----- | -------- | -------- | ------- |
| Nombre de personnes: | 72    | 52       | 34       | 33      |
| Différence:          |       | -27,77 % | -34,61 % | -2,94 % |

| Année:               | 2023. | 2024. |
| -------------------- | ----- | ----- |
| Nombre de personnes: | 33    | 33    |
| Différence:          |       | +0 %  |